# Dithyrostegia
Dithyrostegia är ett släkte av korgblommiga växter. Dithyrostegia ingår i familjen korgblommiga växter.
Kladogram enligt Catalogue of Life:
| Dithyrostegia | \| \| Dithyrostegia amplexicaulis \| \| \| \| \| \| Dithyrostegia gracilis \| \| \| \| |
|               | \| \| Dithyrostegia amplexicaulis \| \| \| \| \| \| Dithyrostegia gracilis \| \| \| \| |
|               | Dithyrostegia amplexicaulis                                                            |
|               |                                                                                        |
|               | Dithyrostegia gracilis                                                                 |
|               |                                                                                        |